# Der blinde Fleck (2013)
Der blinde Fleck ist ein deutscher Spielfilm aus dem Jahr 2013. Daniel Harrich führte Regie und schrieb das Drehbuch gemeinsam mit Ulrich Chaussy, auf dessen Buch Oktoberfest – Das Attentat: Wie die Verdrängung des Rechtsterrors begann der Film beruht. Themen des Films sind der Anschlag auf das Münchener Oktoberfest, der schwerste Terroranschlag der deutschen Nachkriegsgeschichte, im Jahr 1980 und die Suche nach Täter und Motiv, wobei mehrere Originalsequenzen aus der Berichterstattung dieser Zeit eingespielt werden. Der Film hatte seine Premiere am 6. Juli 2013 auf dem Filmfest München. Die Fernsehpremiere fand am 10. Oktober 2014 bei Arte statt.

## Handlung
Ulrich Chaussy ist Journalist und arbeitet beim Bayerischen Rundfunk. Er und seine Frau Lise leben in einer Wohngemeinschaft in München, die eines Tages von der Polizei durchsucht wird. Chaussy wird bei der Polizei verhört und erfolglos nach in der WG verstecktem Sprengstoff ausgefragt. Bald nach der Durchsuchung ziehen der Journalist und Lise in eine eigene Wohnung in der Nähe der Theresienwiese.
Der Leiter des bayerischen Verfassungsschutzes Hans Langemann hält an einer Polizeischule eine Vorlesung über Attentäter und ihre Hinterleute. Diese führen seiner Meinung nach die Täter marionettenhaft und zerschneiden unmittelbar nach der Tat die Fäden, so dass den polizeilichen Ermittlern nur noch lose Fäden bleiben.
Am 26. September 1980 wird neun Tage vor der Bundestagswahl ein Anschlag auf das Münchener Oktoberfest verübt; es gibt 13 Tote und mehr als 200 Verletzte. Der bayerische Ministerpräsident Franz Josef Strauß gibt Langemann den Auftrag, die Ermittlungen in seinem Sinne zu beeinflussen: „Lassen Sie sich etwas einfallen!“
Als dann Gundolf Köhler, der Mitglied der rechtsextremen Wehrsportgruppe Hoffmann war, als alleiniger Täter präsentiert wird, zweifelt Chaussy daran sowie an dessen angeblichem Motiv. Er beginnt, zusammen mit dem Rechtsanwalt einiger Opfer, Werner Dietrich, eigene Nachforschungen anzustellen und sendet seine Ergebnisse beim Bayerischen Rundfunk.
Bei den Recherchen wird er maßgeblich durch einen Mann unterstützt, der sich ihm gegenüber nur „Meier“ nennt und ihm einen Umzugskarton voller Akten zum Fall überlässt. Chaussy kann mit Zeugen sprechen, die den mutmaßlichen Einzeltäter Köhler kurz vor dem Attentat mit anderen Personen zusammen gesehen haben. Dies wurde bei den polizeilichen Ermittlungen nicht berücksichtigt. Zudem vermutet er Verbindungen zwischen Langemann und der Presse, denn der Reporter Werner Winter der Illustrierten Quick konnte noch vor der Polizei mit Verwandten des Attentäters in Donaueschingen sprechen. Außerdem wurde am Tatort eine menschliche Hand gefunden, die keinem der Opfer zugeordnet werden konnte.
Dietrich beantragt 1984 im Auftrag von Attentatsopfern, die Ermittlungen zum Attentat wieder aufzunehmen. Sein Antrag wird vom Generalbundesanwalt Kurt Rebmann in Karlsruhe in einer sehr kurzen Pressekonferenz mit Hinweis auf die alleinige Täterschaft Köhlers abgelehnt.
Als Chaussy beschattet wird und seine Familie Drohbriefe erhält, beendet er auf Drängen seiner schwangeren Frau zunächst die Nachforschungen. 20 Jahre später, im Jahr 2006, regt sie ihn dazu an, die Recherchen wieder aufzunehmen, nachdem ihr neue Ergebnisse der DNA-Forschung bekannt geworden waren. Es stellt sich jedoch heraus, dass die Asservate bereits 1997 vernichtet wurden, sodass die Frage einer Mittäterschaft nicht mehr geklärt werden kann.
In Texttafeln am Ende des Films erfährt man, dass Langemann zu einer Strafe verurteilt wurde. 

## Auswirkungen
Bei der Uraufführung von „Der blinde Fleck“ am 11. Juni 2013 im Bayerischen Landtag sicherte Bayerns Innenminister Joachim Herrmann dem Journalisten Ulrich Chaussy zu, die angeblich vernichteten Spurenakten des Landeskriminalamts Bayern freizugeben. Diese befanden sich im Asservatenkeller des LKA. Im Januar 2014 bekam der Opferanwalt Werner Dietrich erstmals Zugang zu den Spurenakten im LKA Bayern. Am 6. Dezember 2016 beantragte der Münchner Anwalt Werner Dietrich außerdem die Entbindung des Leiters der bayerischen Sonderkommission zum Oktoberfest-Attentat, gegen den selbst auf Grund eines V-Mann-Einsatzes im Rockermilieu ermittelt wird. Am 26. Dezember 2016 wurde der Chef der Soko schließlich abgelöst.
Nach Veröffentlichung des Films meldeten sich zahlreiche neue Zeugen und Hinweisgeber bei Ulrich Chaussy und Werner Dietrich. Der Anwalt reichte im September 2014 den Antrag ein, die Ermittlungen wieder aufzunehmen – zum vierten Mal. Am 11. Dezember 2014 verkündet Generalbundesanwalt Harald Range die Wiederaufnahme der Ermittlungen zum Oktoberfestattentat vom 26. September 1980. Damit hat die Bundesanwaltschaft zum ersten Mal in ihrer Geschichte ein abgeschlossenes Verfahren wieder aufgenommen.
Die durch Der blinde Fleck ausgelösten Entwicklungen sind Inhalt der Dokumentation Attentäter. Einzeltäter? Neues vom Oktoberfestattentat, die am 4. Februar 2015 im Ersten im Rahmen eines Themenabends zu sehen war. Die Dokumentation veröffentlicht auch erstmals eine neue Spur: Eine Krankenschwester, die angab, 1980 im Oststadtkrankenhaus Hannover einen schwer verletzten jungen Mann versorgt zu haben. Möglicherweise ein Mittäter.
Die Recherchen von Ulrich Chaussy und Daniel Harrich gehen unter anderem als interaktive Webdokumentation weiter.
Bei der Aufnahme aus dem Riesenrad am Anfang des Films ist der Dreier-Looping zu sehen, welcher jedoch erstmals 1984 auf dem Münchner Oktoberfest ausgestellt war.

## Auszeichnungen
- 2013: Friedenspreis des Deutschen Films – Die Brücke, Nachwuchspreis
- 2013: Publikumspreis der Filmkunstmesse Leipzig
- 2014: AZ Stern des Jahres
- 2015: ERGO Medienpreis

## Kritiken
„Regie und Bildsprache des Films sind gutmütig und konventionell, doch zum Glück schadet das seiner Sache nicht. Ohnehin kann Der blinde Fleck auf künstliche Aromastoffe verzichten, denn er emotionalisiert durch seine Kühle; schon die Fakten selbst sind polemisch und lassen den Zuschauer hilflos empört zurück. Eine gefährliche Nebenwirkung sollte allerdings nicht verschwiegen werden: Der blinde Fleck ist in keiner Weise geeignet, das Vertrauen in den Rechtsstaat zu fördern und den Bürger volkspädagogisch zu ertüchtigen.“

„Der blinde Fleck, der im vergangenen Oktober schon bei Arte zu sehen war, kommt heute im ersten Programm an: ein moderner, streckenweise ziemlich rasant geschnittener Polit-Thriller mit dokumentarischem Anspruch, der so unbefriedigend enden muss, wie die Nachforschungen von Werner Dietrich und Ulrich Chaussy, einem seit 1980 recherchierendem Radioreporter und Buchautor, bislang ohne befriedigende Antwort bleiben mussten. Und doch zählt der Film zum Besten, was es an Filmen über die Schlüsseltage der deutschen Geschichte gibt. Man schaut ihn und folgt den Spuren, die zu den Zeugen, ins rechte Milieu und bis zum Staatsschutz führen. Am Ende fragt man sich – so haben Regisseur Daniel Harrich und Chaussy das Drehbuch angelegt –, ob wir es hier nicht mit ganz ähnlichen Strukturen des Versagens und Ignorierens zu tun haben wie später bei den Verbrechen des Nationalsozialistischen Untergrunds, NSU.“

„Vor allem aber ist Der blinde Fleck unentschieden, was genau seine Geschichte ist und wie weit er sich von der dramaturgisch unbefriedigenden Realität entfernen will. Statt einen kühlen Thriller zu basteln, der Wissenslücken nicht einmal spekulativ füllen müsste, um spannend zu sein, protokolliert Harrich das gesammelte Material brav durch. Einmal darf Chaussy erschreckt werden von unbekannten Verfolgern, die kurzfristig aufgerufene Ehekrise durch die Arbeit wird im gleichen Moment von der Gattin mit einem Schwangerschaftshinweis beendet, und am Ende bringt Der blinde Fleck seine Geschichte durch zwei aktualisierende Einschübe noch bis an die Tür … Dass ein Besuch sich lohnt, kann man nicht sagen. Auch wenn der Wille, sich an dieses fast unbekannte Kapitel deutscher Geschichte zu wagen, dem Film hoch anzurechnen ist.“

Von der Deutschen Film- und Medienbewertung (FBW) erhielt der Film das Prädikat Besonders Wertvoll.